# 吉浦貴志
吉浦 貴志（よしうら たかし、1979年9月12日 - ）は、日本の元アマチュア野球選手（外野手）である。日産自動車所属。
現役最終年においては、右投げ左打ち。177cm、74kg。背番号29。

## 人物・来歴
熊本県出身。熊本県立熊本工業高等学校で甲子園に出場経験なし。高校卒業後の1998年に日産自動車に入社。
左右器用に打ち分けるスプレーヒッターでありながら、ここぞという場面での勝負強さも兼ね備える。また、球際での強さも光り、好守で投手を救うプレーを何度も披露するプレーヤー。2006年のJABA東京スポニチ大会では対ホンダ戦で3打席連続ホームランの大会タイ記録をマークした。
日本代表経験は7回。常にチーム打線の中軸を担う強打者であった。2009年シーズンで日産自動車が休部となり、そのまま現役を引退した。

## 日本代表キャリア
- 日本・台湾交流戦日本代表（2002年）
- 第14回アジア競技大会野球日本代表（2002年）
- 第15回IBAFインターコンチネンタルカップ日本代表（2002年）
- 第35回IBAFワールドカップ日本代表（2003年）
- 第22回ハーレムベースボールウィーク日本代表（2004年）
- 第15回アジア競技大会野球日本代表（2006年）
- 第37回IBAFワールドカップ日本代表（2007年）

## 主な表彰
- 第77回都市対抗野球大会久慈賞
- 第55回JABA東京スポニチ大会最優秀選手賞・首位打者賞
- 2002年社会人ベストナイン（外野手）
- 第35回IBAFワールドカップ最優秀選手賞
ワールドカップでは日本人選手初のMVP受賞。
- 2003年社会人ベストナイン（外野手）
- 2006年社会人ベストナイン（指名打者）